# 시우역
시우역(時雨驛, Siu station)은 경기도 안산시 단원구 원시동에 위치한 수도권 전철 서해선의 전철역이다. 이 역과 안산역 사이엔 시흥차량사업소 입·출고가 가능하도록 안산연결선이 설치되어 있다. ‘시우’는 원시동의 옛 마을 이름이자, 안산시의 역명 선호도 조사 당시 후보 역명이었다.

## 연혁
- 2013년 10월 21일: 사업용 철도노선 고시 및 원곡역(元谷驛)으로 역명 결정[3]
- 2018년 4월 6일: 철도거리표 고시[4]
- 2018년 6월 16일: 수도권 전철 서해선 개통과 함께 영업 개시[5]
- 2020년 11월 24일: 서해선 측의 역명을 시우역(時雨驛)으로 개정[6]
- 2020년 12월 9일: 안산연결선 측의 역명을 시우역(時雨驛)으로 개정[7]

## 승강장
2면 2선의 상대식 승강장을 갖추고 있다. 승강장에는 스크린도어가 설치되어 있다.
| ↑ 초지 |
| \| 하  |
| 원시 ↓ |

| 1 | ● 수도권 전철 서해선 | 초지 · 시흥시청 · 소사 · 원종 · 김포공항 · 대곡 · 일산 방면 |
| 2 | ● 수도권 전철 서해선 | 원시 방면                                                   |

## 역 주변
- 한국산업단지공단경기지역본부
- LF패션아울렛
- 공단파출소
- 호텔스퀘어 안산
- 중소기업연수원
- 중소기업진흥공단 안산 POSTBI센터

## 이용객 변동
| 노선            | 일평균 인원수 (명/일) | 일평균 인원수 (명/일) | 일평균 인원수 (명/일) | 일평균 인원수 (명/일) | 일평균 인원수 (명/일) | 각주  |
| 노선            | 2018년                | 2019년                | 2020년                | 2021년                | 2022년                | 각주  |
| --------------- | --------------------- | --------------------- | --------------------- | --------------------- | --------------------- | ----- |
| 서해선 광역전철 | 1,712                 | 2,143                 | 2,173                 | 1,190                 | 1,297                 | [ 8 ] |

## 사진

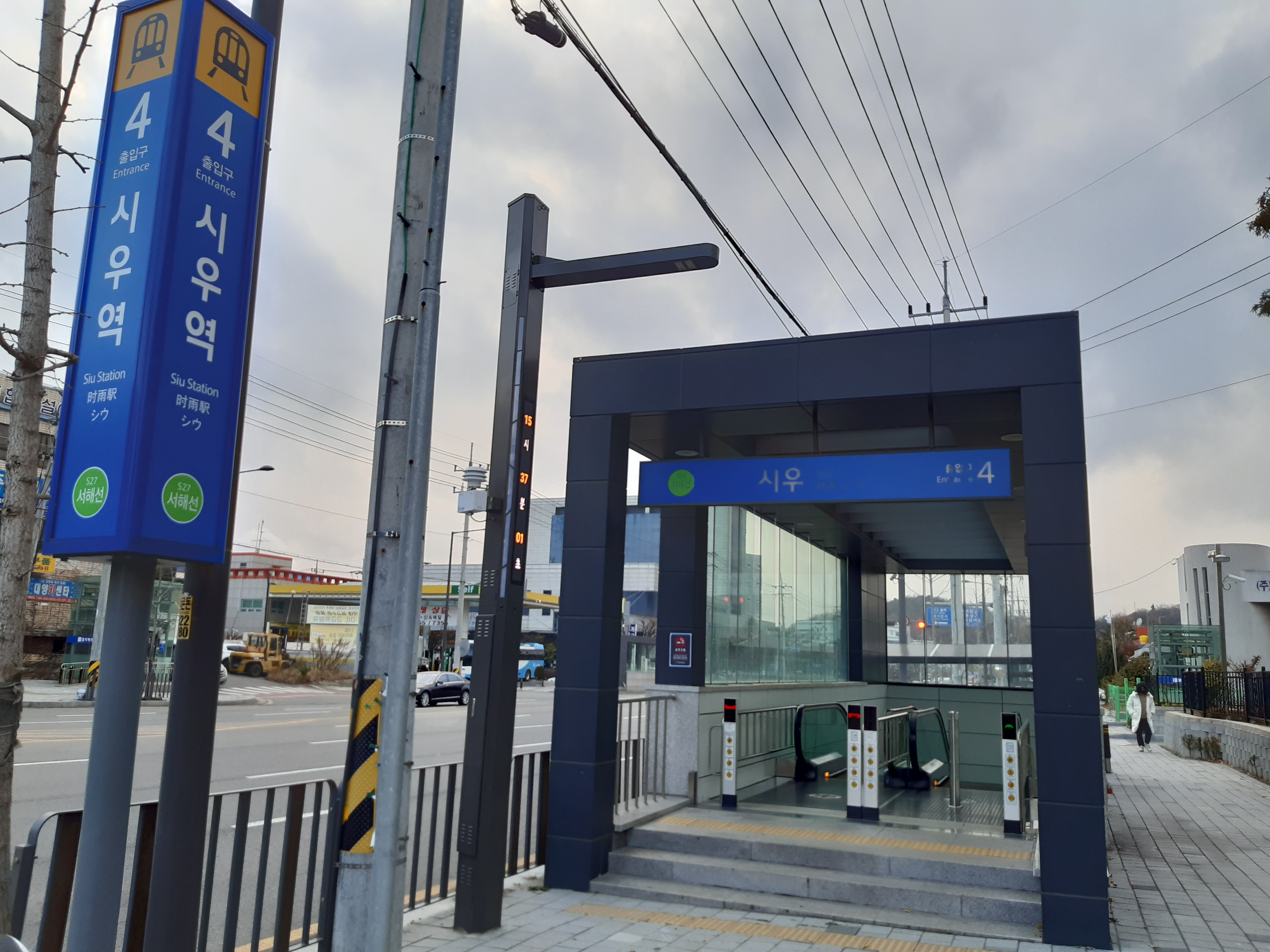
4번출구
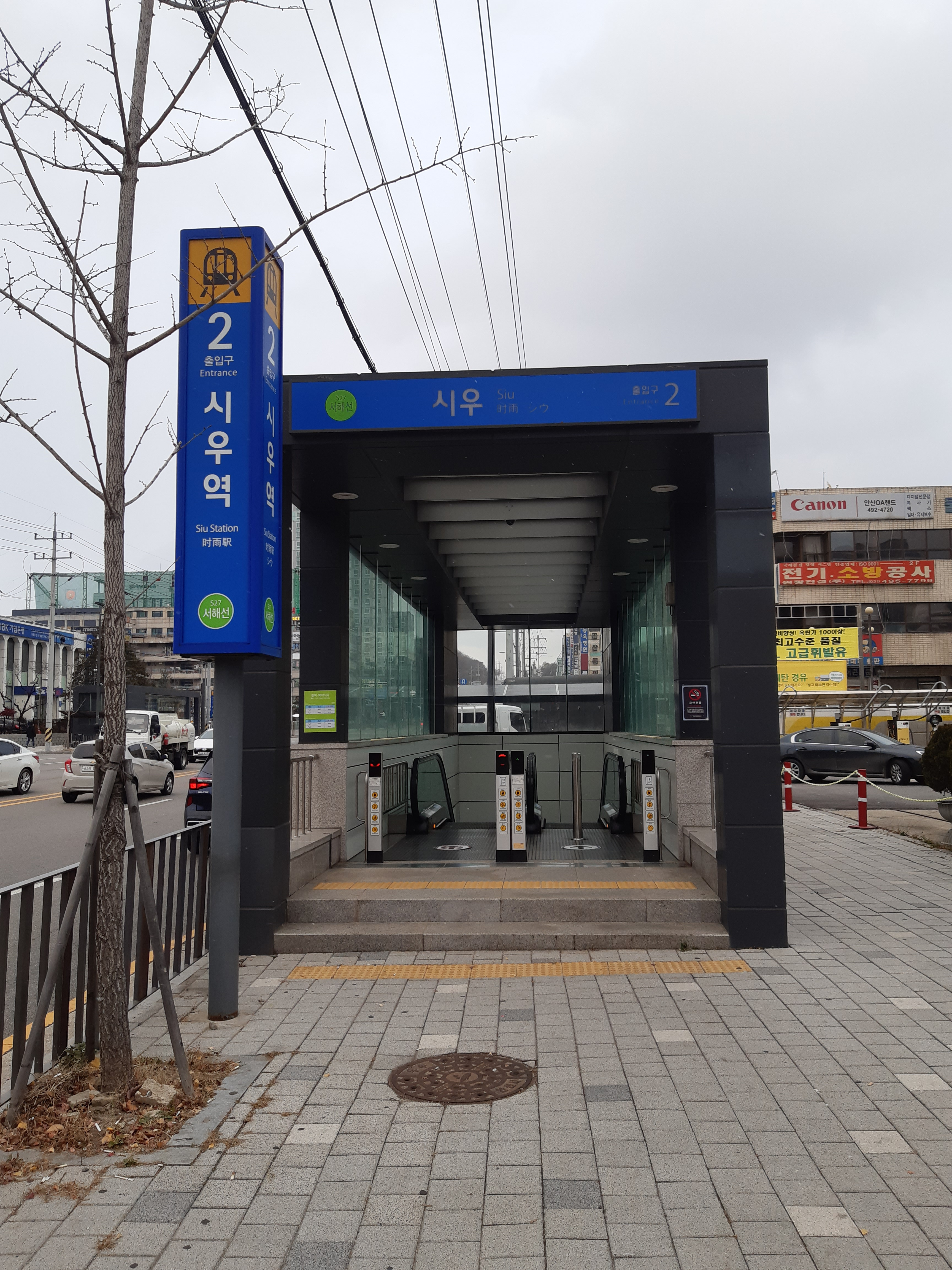
2번출구
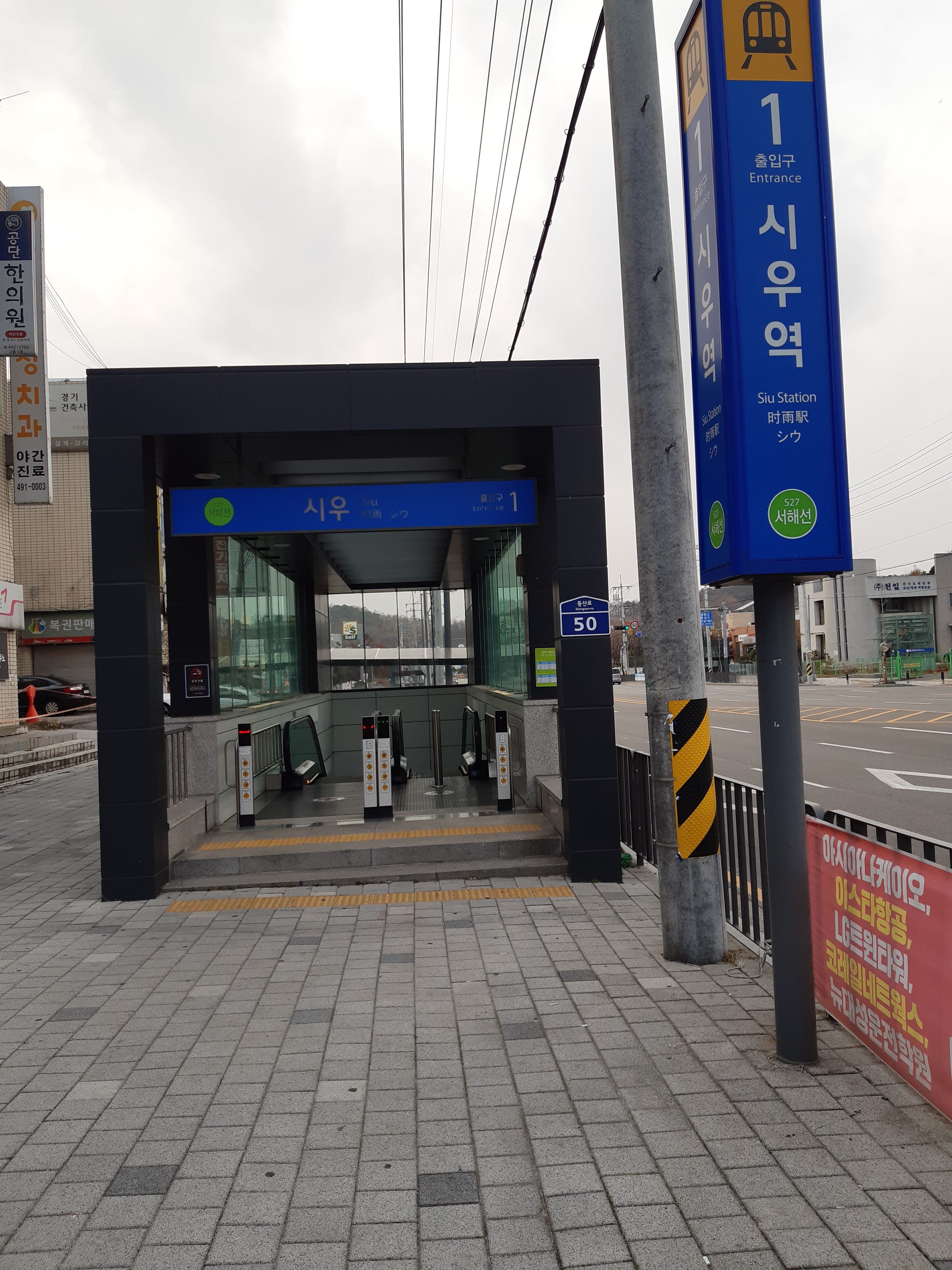
1번출구

## 인접한 역
| 수도권 전철 서해선 | 수도권 전철 서해선   | 수도권 전철 서해선 |
| ------------------ | -------------------- | ------------------ |
| S26 초지 일산 방면 | ● 수도권 전철 서해선 | S28 원시 방면      |